# الاختلافات النصية في رسالة تسالونيكي الأولى
الاختلافات النصية في رسالة تسالونيكي الأولى بالإنجليزية: ( Textual variants in the First Epistle to the Thessalonians ) هي موضوع دراسة الاختلافات النصية في المخطوطات او ترجمات عندما يقوم الناسخ بإجراء تحريفات متعمدة أو غير مقصودة في مخطوطة على النص الذي يتم إعادة إنتاجه او ترجمته وترد في هذه المقالة أدناه قائمة مختصرة من المتغيرات النصية في هذي رسالة بالذات.

## الاختلافات النصية الموجودة
"بَلْ كُنَّا (أطفال صغار/مترفقين) فِي وَسَطِكُمْ كَمَا تُرَبِّي الْمُرْضِعَةُ أَوْلاَدَهَا، (رسالة تسالونيكي الأولى 2: 7) بعض مخطوطات كتبت جملة " اطفال صغار"